# Club España
Der Real Club España ist ein von Spaniern dominierter Sport- und Gesellschaftsverein in Mexiko-Stadt, dessen Fußballabteilung zwischen den beiden Weltkriegen die mit Abstand beste Mannschaft Mexikos stellte, mittlerweile aber nur noch im Amateurbereich aktiv ist.

## Geschichte
Der Verein wurde im Jahr 1912 von fußballbegeisterten spanischen Einwanderern unter der Führung von Francisco Arias gegründet, um in der Primera Fuerza – der seit der Saison 1902/03 bis dato ausschließlich von englischen Mannschaften ausgespielten Amateurmeisterschaft von Mexiko – mitmischen zu dürfen. In den frühen Jahren zog der neue Verein zweimal um, ehe er 1915 ein dauerhaftes Domizil am Paseo de la Reforma fand – jener Hauptgeschäftsstraße von Mexiko-Stadt, an der sich auch der Reforma Athletic Club niedergelassen hatte. Das Gelände in unmittelbarer Nähe des Unabhängigkeitsdenkmals wurde schon bald zum sonntäglichen Treffpunkt vieler Mitglieder der spanischen Gemeinde. Bereits im Jahr 1920 bekam der Verein den königlichen Titel „Real“ verliehen und am 2. Mai 1925 konnte der inzwischen finanziell recht gut ausgestattete Verein sein neues Stadion Campo de la Veronica einweihen, das seinerzeit der modernste und größte Fußballtempel Mexikos war.
Der Real Club España stellte zwischen den beiden Weltkriegen die erfolgreichste Fußballmannschaft Mexikos und ist mit 15 Titeln (14 in der Amateurliga und einer in der Profiliga) noch immer Rekordmeister des Landes. Als Erfolgsgaranten werden in der Vereinschronik „die gute Kameradschaft und der Gemeinschaftsgeist aller Spieler“ genannt. Die Mannschaft war allerdings auch mit erstklassigen Spielern bestückt. Obwohl auf nahezu allen Positionen hervorragend besetzt, bildete die Innenverteidigung mit den Brüdern Antonio und Jaime Arechederra das Kernstück der Mannschaft. Mit ihnen war der Club in den elf Spielzeiten zwischen 1913/14 und 1923/24 neunmal Meister geworden. Nur 1918 und 1923 hatte España die Meisterschaft dem CF Pachuca bzw. dem CF Asturias überlassen müssen. Der herausragende Verteidiger Antonio Arechederra wird in der Vereinschronik als „die Seele seiner Mannschaft und der Buddha für seine Anhänger“ beschrieben.
1943 noch zu den zehn Gründungsmitgliedern der Profiliga gehörend, zog España sich bereits 1950 aufgrund von Verbandsquerelen – wie übrigens auch zwei weitere Gründungsmitglieder, Asturias und Moctezuma – vom Profifußball zurück. Seither sind die Fußballer des Vereins ausschließlich auf Amateurbasis tätig. Sie spielen in den höchsten Fußball-Amateurligen des Hauptstadtbezirkes: der 1948 gegründeten Liga Interclubes de Fútbol Soccer Amateur und der 1954 maßgeblich unter eigener Mitwirkung entstandenen Liga Española de Fútbol de México, die beide rein rechnerisch dem Rang einer fünften Liga entsprechen.
Heute residiert der Verein an der Avenida Insurgentes Sur, der längsten Straße von Mexiko und Hauptverkehrsachse in nördlicher bzw. südlicher Richtung durch die Metropole. Die offizielle Mission des Club España war seit jeher, durch sportliche und kulturelle Aktivitäten die spanisch-mexikanische Verbundenheit zu erhalten und zu fördern. Seine Mitglieder sind ausschließlich Nachkommen von ehemaligen spanischen Einwandererfamilien, die die spanische Tradition bis heute pflegen.

## Präsidenten

Mosaik mit der typischen Spielkleidung und Vereinswappen.

In der folgenden Übersicht sind alle Vereinspräsidenten bis 1982 enthalten:
- 1913 0: Julio Alarcón 1
- 1914 0: Francisco Arias
- 1915 0: Bernardo Rodríguez
- 1916 0: Antonio del Valle
- 1917 0: Francisco Arias
- 1918 0: Ignacio Goyarzu
- 1919 0: Moisés Solana
- 1920 0: Tomás Sansano
- 1921 0: Laureano Migoya
- 1922–23: Celestino Martínez
- 1924–25: Manuel Garay
- 1926 0: Daniel Montull
- 1927–28: Ambrosio Izu
- 1929 0: Angel Urraza
- 1930–31: Moisés Solana
- 1932–33: Antonio Castillo
- 1934–35: Ambrosio Izu
- 1936 0: Antonio Castillo
- 1937–38: Antonio Guardiola
- 1939 0: Ambrosio Izu
- 1940 0: Daniel Montull
- 1941–42: Juan Izu
- 1943–44: Antonio Castillo
- 1945–46: Sinesio Miranda
- 1947–48: Luis Peña Velasco
- 1949–50: Abundio Baños
- 1951–52: Antonio López Silvanes
- 1953–54: José Antonio Purón
- 1955–58: Victor Moreno Caveda
- 1959–62: Jesús Saro Martínez
- 1963–66: Luis Peña Velasco
- 1967–75: Vicente Gutiérrez Bayón
- 1975–76: Rafael Ruiz Noriega
- 1976–82: Arsenio Gutiérrez

### Erläuterungen
1Julio Alarcón verließ 1914 den Club España nach einem Streit und rief mit dem Centro Deportivo Español einen neuen Verein ins Leben.

## Statistik
Gründungsdatum: 4. März 1912

Spitzname: Españistas (die Spanier)

Vereinsfarben: weiß und schwarz

Landesmeister: 1914, 1915, 1916, 1917, 1919, 1920 und 1921 (Liga Nacional), 1922, 1924, 1930, 1934, 1936, 1940, 1942, 1945

Pokalsieger: 1915, 1917, 1918, 1919, 1944

## Historische Logos

Erstes Logo
Zweites Logo
Drittes Logo